# 13239 Kana
13239 Kana eller 1998 KN är en asteroid i huvudbältet som upptäcktes den 21 maj 1998 av den japanska astronomen Akimasa Nakamura vid Kuma Kogen-observatoriet. Den är uppkallad efter upptäckarens dotter Kana Nakamura.
Asteroiden har en diameter på ungefär 3 kilometer.